# マディソン市長
マディソン市長は、アメリカ合衆国ウィスコンシン州マディソンの首長である。

## 村長
| 氏名                       | 任期            |
| -------------------------- | --------------- |
| A・L・コリンズ             | 1847年 - 1849年 |
| ウィリアム・N・シーモア    | 1850年          |
| シメオン・ミルズ           | 1851年          |
| ショーンシー・アボット     | 1852年          |
| ホレイス・A・テニー        | 1853年          |
| シメオン・ミルズ           | 1854年          |
| ピーター・ヴァン・バーゲン | 1855年          |

## 市長
| 氏名                                    | 任期            |
| --------------------------------------- | --------------- |
| ジェイラス・C・フェアチャイルド         | 1856年          |
| オーガスタス・A・バード                 | 1857年          |
| ジョージ・ボールドウィン・スミス        | 1858年 - 1860年 |
| リーヴァイ・ベイカー・ヴァイラス        | 1861年          |
| ウィリアム・T・リーチ                   | 1860年 - 1864年 |
| エライシャ・W・キーズ                   | 1865年 - 1866年 |
| オールデン・スプレーグ・サンボーン      | 1867年          |
| デイヴィッド・アトウッド                | 1868年          |
| アンドルー・プラウドフィット            | 1869年 - 1870年 |
| ジェームズ・バートン・ボウエン          | 1871年          |
| ジェームズ・L・ヒル                     | 1872年          |
| ジャレッド・コムストック・グレゴリー    | 1873年          |
| サイラス・U・ピニー                     | 1874年 - 1875年 |
| ジョン・N・ジョーンズ                   | 1876年          |
| ハーロウ・S・オートン                   | 1877年          |
| ジョージ・ボールドウィン・スミス        | 1878年          |
| ジョン・R・バルゼル                     | 1879年          |
| フィリップ・ L・スプーナー・ジュニア    | 1880年          |
| ジェームズ・コンクリン                  | 1881年 - 1883年 |
| ブリーズ・J・スティーヴンス             | 1884年          |
| ハイラム・N・モールトン                 | 1885年          |
| エライシャ・W・キーズ                   | 1886年          |
| ジェームズ・コンクリン                  | 1887年          |
| モーゼス・ランサム・ドイオン            | 1888年 - 1889年 |
| ロバート・マッキー・バシュフォード      | 1890年          |
| ウィリアム・H・ロジャーズ               | 1891年 - 1892年 |
| ジョン・H・コースコット                 | 1893年 - 1894年 |
| ジェイブ・B・アルフォード               | 1895年          |
| アルバート・A・ダイ                     | 1896年          |
| マサイアス・J・ホーヴェン               | 1897年          |
| チャールズ・エルバート・ウィーラン      | 1898年          |
| マサイアス・J・ホーヴェン               | 1899年 - 1900年 |
| ストーム・ブル                          | 1901年          |
| ジョン・W・グローヴズ                   | 1902年 - 1903年 |
| ウィリアム・デクスター・カーティス      | 1904年 - 1905年 |
| ジョーゼフ・C・シューバート             | 1906年 - 1911年 |
| ジョン・B・ヘイム                       | 1912年 - 1913年 |
| アドルフ・H・ケイザー                   | 1914年 - 1915年 |
| ジョージ・C・セイル                     | 1916年 - 1919年 |
| アイザック・ミロ・キトルスン            | 1920年 - 1925年 |
| アルバート・G・シュミードマン           | 1926年 - 1932年 |
| ジェームズ・R・ロウ・ジュニア           | 1932年 - 1943年 |
| フレッド・ハルシー・クレイジ            | 1943年 - 1947年 |
| レナード・G・ハウエル                   | 1947年 - 1950年 |
| ジョージ・J・フォースター               | 1950年 - 1955年 |
| アルフレッド・W・ベアライズ             | 1955年 - 1956年 |
| アイヴァン・A・ネスティンゲン           | 1956年 - 1961年 |
| ハロルド・E・ハンソン                   | 1961年暫定      |
| ヘンリー・エドワード・レイノルズ        | 1961年 - 1965年 |
| オットー・フェスッジャ                  | 1965年 - 1969年 |
| ウィリアム・ダイク                      | 1969年 - 1973年 |
| ポール・ソグリン                        | 1973年 - 1979年 |
| ジョエル・スコーニカ                    | 1979年 - 1983年 |
| F・ジョセフ・センセンブラナー・ジュニア | 1983年 - 1989年 |
| ポール・ソグリン                        | 1989年 - 1997年 |
| スーザン・J・M・ボーマン                | 1997年 - 2003年 |
| デイヴ・チェスリウィッジ                | 2003年 - 2011年 |
| ポール・ソグリン                        | 2011年 - 現在   |